# Llei Anastasiana
Llei Anastasiana és el nom aplicat a dues constitucions de l'Imperi romà.
La primera la va establir l'emperador Anastasi (491-518) i l'altra Justinià I (527-566). La constitució de Justinià era una ampliació i complement de la primera, i incloïa un text d'un epítom grec anomenat de les Basíliques. La llei limitava el dret dels cessionaris d'accions o crèdits que van ser adquirits per un cert preu, i limitava l'import que es podia reclamar al deutor a la quantitat que s'hagués satisfet per l'adquisició. Els comentaristes i els que van exposar la llei en èpoques posteriors van incorporar diverses excepcions a la norma, que va quedar reflectida al dret comú i al dret català.